# Pascale Petit (écrivain)
 (septembre 2021).
Si vous disposez d'ouvrages ou d'articles de référence ou si vous connaissez des sites web de qualité traitant du thème abordé ici, merci de compléter l'article en donnant les références utiles à sa vérifiabilité et en les liant à la section « Notes et références ».
Pour les articles homonymes, voir Pascale Petit et Petit.
Pascale Petit est une écrivaine française.

## Biographie
Remarquée par des lecteurs aussi pointus qu’Henri Deluy qui l’a par deux fois publiée et l’a invitée au comité de rédaction d’Action poétique, ou François Bon qui l’a accueillie dans la collection qu’il a dirigée au Seuil, elle est l’auteur de textes aux statuts très différents, mais qui tous cherchent à montrer une réalité décalée (Gérard Noiret. La Quinzaine littéraire[source insuffisante].)

## Œuvres
(novembre 2018).
- Paris-Barcelone, ed Noir&blanc, 1996
- Les Sirènes, ed Derrière la salle de bain, 1996
- La Ligne d'horizon, éd. du Rouergue, 1997.
- Les Habitants des rêves, éd. Grandir, 1999.
- Salto solo (ill. Benoît Jacques), éd. L'Inventaire, 2001.
- (de) Der Mann, um den es geht [« L'Homme en question »], Cologne, Allemagne, Ed. Sisyphos, 2002.
- Monsieur Jones, L'École des loisirs, 2005.
- Tom premier, L'École des loisirs, 2005.
- Tom II, L'École des loisirs, 2006.
- Tu es un bombardier en piqué surdoué, éd. Le Bleu du ciel, 2006.
- Manière d'entrer dans un cercle & d'en sortir, Seuil, 2007.
- Nous devons attendre que le jour se lève, Publie.net, 2007.
- Du coq à l'âne, éd. Sarbacane, 2009.
- Sharawadji : Manuel du jardinier platonique, éd. L'Inventaire, 2010.
- Les Côtés cachés, Action Poétique. BIPVAL, 2011.
- Comment faire avec le rhinocéros, éd. du Rouergue, 2011.
- Made in Oulipo, L'Ecole des Loisirs, 2013.
- Histoir d'ouf, L'Ecole des Loisirs, 2013.
- Pool ! (ill. Renaud Perrin), Editions du Rouergue, 2014.
- Per fare il ritratto di un pesce (ill. Maja Celija), Editions Orecchio Acerbo, 2015.
- Le Douk-douk, L'Ecole des Loisirs, 2015.
- Le parfum du jour est fraise, Editions de L'attente, 2015.
- L'Équation du nénuphar, Editions Louise Bottu, 2015.
- Le Corbeau et le Renard et Compagnie, L'Ecole des Loisirs, 2016.
- Le renard sans le corbeau, (Ill. Gérard Dubois) Editions Notari, 2018.
- La volpe senza il corvo, Editions Orecchio Acerbo, 2018.
- I love you mon biniou, L'Ecole des Loisirs, 2018.
- Poïpoï, Centre de Créations pour l'Enfance de Tinqueux, coll. « Petit VA! », 2020.
- L'Audace, Éditions Nous, 2020.
- Pas de printemps pour acapulco, Série discrète, 2022[1].
- Crotte de linotte (Ill. Rovo), Editions Loreilei et Trèfle. 2024.
- Construction d'un igloo. Editions Lanskine, 2024.
- Sujets d'émerveillement, Série discrète, 2024.

### Objets littéraires
- Poème urbain (une conception de Claudie Lenzi) éd. Plaine Page. 2009. (Dans le cadre du projet Tor-Ups – résidence d’écriture à Rambouillet.)
- Lettres d'amour (Dans le cadre du projet Tor-Ups – résidence d’écriture à Rambouillet.)
- Marcher sur la Lune, à quoi ça sert dans la vie ? Affiches dans la rue (Projet Tor-Ups)
- Les 24/36/40 coups : boîtes de  jeu édité par le Centre de Créations pour l'Enfance de Tinqueux, 2021.
- Esartulinoc, Livret-jeu réalisé avec la revue Dada (mise en page et typographie de Gaby Bazin) pour le Festival Lecture par Nature  (Métropole-Aix-Marseille-Provence), 2023.
- Superplumes, (mis en page et typographie de Gaby Bazin) journal coordonné par la revue Dada pour le Festival Lecture par Nature (Métropole-Aix-Marseille-Provence), 2024.

### Publication en anthologies / ouvrages collectifs
- Syros-Alternatives (Les meilleures nouvelles de l'année 90-91).
- Nathan (Le Français en Troisième -1993 - nouvelle).
- Prometeo (été 97 - Colombie : "anthologie" de jeunes poètes français + collaboration à l'ensemble du numéro pour la traduction).
- Tarabuste. Anthologie-TRIAGE. We must wait until the sun rises ("poésie"). 2002.
- Flammarion. 49 poètes, un collectif. 2004.
- Lauréate book. Esquive, Escale, Esquille. Anthologie de poètes français. Taïwan. 2006.
- Bleu du ciel. En tous lieux nulle part ici. Biennale Internationale des poètes en Val-de-Marne. 2006.
- En tipis. Publications. In the beginning is the word. Nicosie. Chypre. 2009.
- Choix de textes / Anthologie bilingue de poésie français-espagnol, sous la direction de Anne Talvaz et de Silvia Eugenia Castillero, Edicíones Sin Nombre-Editorial Catolica, Mexique-Pérou. 2007.
- Le mot et le reste. Sac à dos. Anthologie de poésie contemporaine pour lecteurs en herbe. 2009.
- Silvana editoriale. Catalogue de l’exposition La forêt de mon rêve. 2010.
- Des poètes dans la nature. Ed. de L'Amandier. 2011.
- Constelación de poetas francófonas de cinco continentes (Diez siglos). Espejo De Viento. (Mexico). 2011
- Gare Maritime. Anthologie écrite et sonore de poésie contemporaine. 2020.

### En revues
- Nyx (n°13 – nouvelle - 1990).
- Stop (n°123 - Québec - nouvelle).
- Trois (Vol 8 - n°2. Vol 10 - n°1 & 2 Vol 11 n°1-2 - Québec -poésie).
- Sapriphage (n°26 - nouvelle).
- L'Anacoluthe (n° 3, 4, 7, 9, 10-12 nouvelle ou conte).
- Contre-vox (n°2 -nouvelle).
- Derrière la salle de bain: Les Sirènes (juillet 96 - deux petits contes).
- Perpendiculaire (Flammarion n°10 - "hors genre").
- Le Nouveau recueil (n°47 - poésie).
- R de Réel (Volume 12 -L- jan-mars 2002 : Cartes postales de la Lune— de Pana Marenka).
- Action poétique. N°177. Septembre 2004.
- Lunes bleues. Collection européenne de la biennale internationale/Action Poétique. 2006.
- Action restreinte, N°9, janvier 2008. N°12, mai 2010.
- Rehauts. Couleurs. Fin 2009.
- Toute la lire. Cahier n°1. Editions Terracol. 2015.
- La revue  (julien nègre éditeur), 2016.
- Teste 27, 2017. Teste 30, 2018.
- Bacchanales n°62. Maison de la Poésie Rhône-Alpes. 2019.
- La première chose que je peux vous dire. La Marelle (Marseille). 2019.
- Muscle n°32. 2021.
- Catastrophes n°43. 2024.

### À écouter
- Extraits de : Un peu comme quand vous allez voir les caméléons (textes et musiques) dans l’émission La nuit, la poésie d’Omar Berrada (France Culture 10 juillet 2006).
- CD du projet Tor-Ups dans la rue (- diffusion des ordonnances royales extraites de Manière d’entrer dans un cercle & d’en sortir par haut- parleurs - réalisation Theâtre de la Forge).
- L'équation du nénuphar. Emission par Ouïe-dire. RTBF. 2015